# John Rennie
John Rennie (East Lothian, 7 juni 1761 - Londen, 4 oktober 1821) was een Schots civiel ingenieur en architect die bruggen, kanalen en havens ontwierp, waaronder de eerste Waterloo Bridge in Londen.

## Biografie
Hij werd geboren in Phantassie bij East Linton (East Lothian) aan de Schotse oostkust. Zijn vader was boer. Hij leerde aan lokale scholen en in november 1870 ging hij naar de Universiteit van Edinburgh, een van de oudste universiteiten van het land. Hier bleef hij tot 1783. In 1784 trok hij naar het zuiden en kwam op bezoek bij James Watt. Hier bleef hij enige tijd, maar reisde later het jaar door naar Londen en ging werken voor Albion Flour Mills aan een stoommachine.
In 1791 zette hij zijn eigen bedrijf op. Hij richtte zich op openbare werken en maakte aanvankelijk naam bij de aanleg van kanalen. Hij was onder andere betrokken bij de aanleg van het Lancaster Canal, het Crinan Canal in Schotland en het Rochdale Canal. Hij breidde zijn werkzaamheden uit naar bruggen. Hij combineerde metselwerk en gietijzer bij zijn ontwerpen, zoals de Waterloo Bridge. Tot slot werd hij verantwoordelijk voor de verbetering van diverse havens en de aanleg van dokken en vuurtorens. De Plymouth Breakwater in de Plymouth Sound is van zijn hand.
In 1790 trouwde hij met Martha Ann, de dochter van E. Mackintosh. Samen kregen zij zeven kinderen, waarvan twee zonen, George en John, ook bekende ingenieurs zijn geworden. Zij overleed in 1806.
Hij overleed op 4 oktober 1821 in Londen en hij ligt begraven in de  St Paul’s Cathedral. Zijn zoon John maakte enkele projecten af waaraan hij was begonnen, zoals de London Bridge.

## Verder lezen
- Cyril T.G. Boucher, John Rennie The life and Work of A Great Engineer 1761–1821, 1963, Manchester University Press

## Afbeeldingen

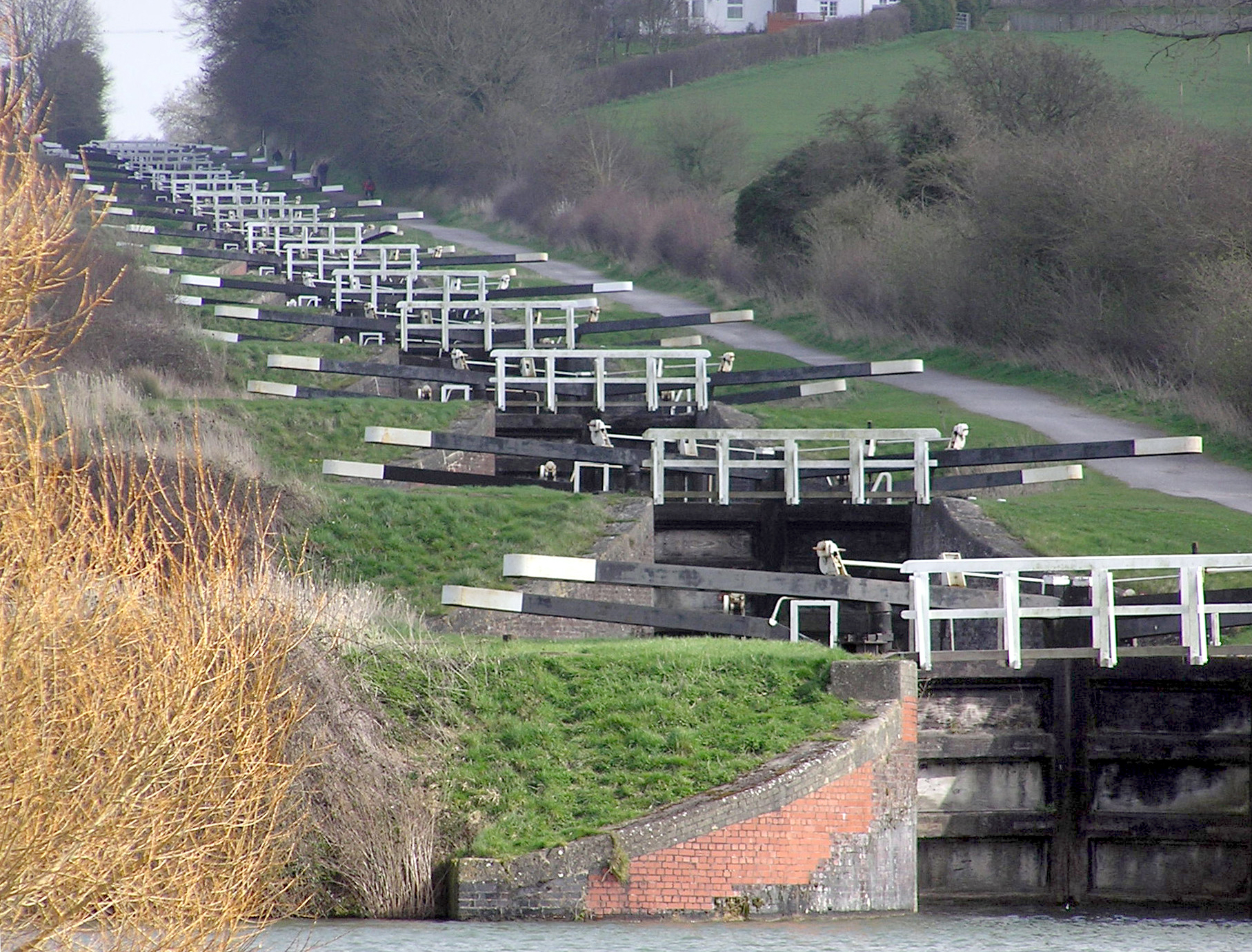
Sluizentrap in het Kennet and Avon Canal
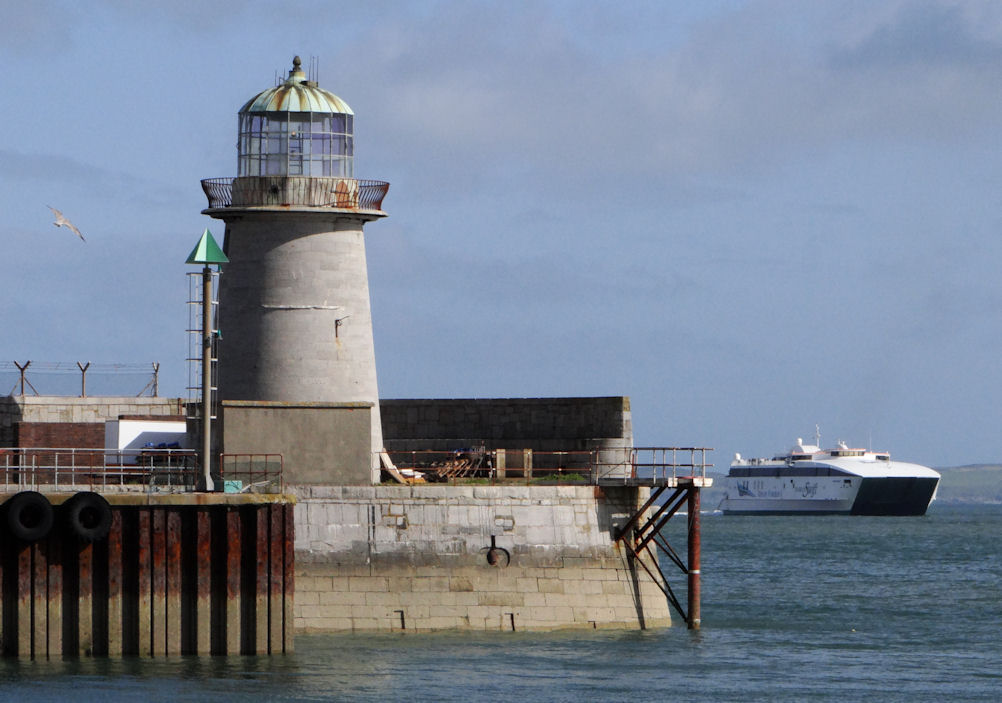
Vuurtoren bij Holyhead (Wales)
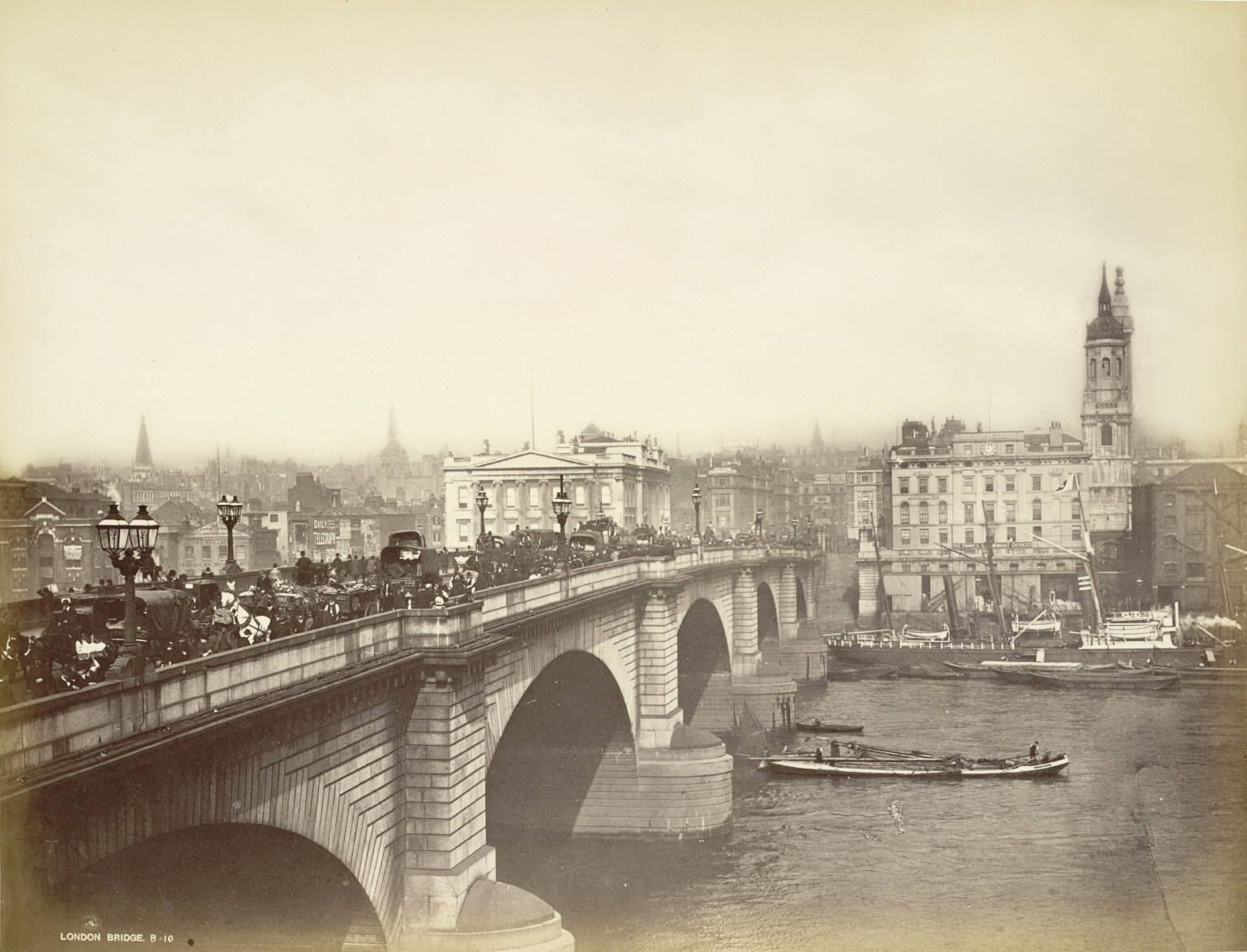
London Bridge, gereedgekomen in 1831